# 2630 Hermod
2630 Hermod este un asteroid din centura principală, descoperit pe 14 octombrie 1980.